# Новая демократия (теория)
Новая демократия (кит. 新民主主义) — идеологическая концепция в маоизме, выстроенная на основе опыта Первой русской революции 1905—1907 и изучения обстановки Китая, многолетнего опыта китайской революционной борьбы.

Социально-экономическая жизнь в Китае дореволюционного периода характеризовалась отсутствием демократических прав и свобод, тотальной зависимостью от американского компрадорского капитала и полуфеодальным закрепощением крестьянства. Такое же положение дел имелось во многих странах Африки, Азии и Латинской Америки. Для них путь к социалистической революции лежал через национально-освободительную и демократическую революцию. Мао Цзэдун, развивая положения Ленина о революционно-демократической диктатуре рабочих и крестьян, создал теорию новой демократии, как переходного (к социализму) общественного строя. Новодемократический строй характеризуется развитием капиталистического сектора наравне с социалистическим при упоре на последний и постепенным давлением на первый и его сокращением и классовой диктатурой союза всех революционных и демократических сил (пролетариат, крестьянство, мелкая буржуазия, национальная буржуазия), во главе которых стоит пролетариат.
«Опыт нескольких десятилетий, накопленный китайским народом, говорит нам о необходимости установления демократической диктатуры народа… Кто такой „народ“? На нынешнем этапе народом в Китае является рабочий класс, класс крестьянства, мелкая буржуазия и национальная буржуазия. Под руководством рабочего класса и коммунистической партии эти классы объединились, с тем чтобы образовать своё собственное государство и избрать своё собственное правительство для установления диктатуры над лакеями империализма — классом помещиков, бюрократическим капиталом» (Мао Цзэдун, О демократической диктатуре народа)
Со временем новодемократическое общество встаёт перед выбором: идти дальше в социализм или утвердить государственный капитализм/капитализм. Сам Мао Цзэдун стоял на позициях перерастания демократической революции в социалистическую и построения социалистического общества через дальнейшее ограничение, кооперирование и свержение национальной буржуазии и мелкой буржуазии, через кооперацию и коллективизацию сельского хозяйства. С проведением в жизнь этих мероприятий демократическая диктатура народа перерастает в диктатуру пролетариата, а новая демократия — в социализм. Но если не обеспечить власти в руках пролетариата и беднейшего крестьянства, поощрять развитие капиталистических элементов и ослаблять диктатуру, то произойдёт укрепление капитализма и ликвидация социалистического сектора экономики.
Новая демократия в маоизме подразумевается необходимой для большинства отсталых зависимых стран, которые находятся в том же положении, что и Китай тех лет, или схожем с ним.
В настоящее время концепция признаётся частью программы такими организациями, как Сияющий путь, компартия Филиппин, компартия Непала (маоистская), компартия Бутана (марксистско-ленинско-маоистская). Признают необходимость новой демократии для стран третьего мира все маоистские партии.